# Phyllis Francis
Phyllis Francis (née le 4 mai 1992 à New York) est une athlète américaine, spécialiste du 400 mètres, championne du monde en 2017 à Londres.

## Biographie
Phyllis Francis se classe troisième du 400 m et première du relais 4 × 400 m lors des championnats panaméricains juniors 2011, à Miramar en Floride.
Vainqueur du 4 × 400 m lors des relais mondiaux de 2015, elle se classe troisième du 400 m des championnats des États-Unis derrière Allyson Felix et Natasha Hastings. Sélectionnée pour les championnats du monde 2015 à Pékin, elle parvient à se hisser en finale du 400 m, terminant septième de l'épreuve. Elle participe par ailleurs aux séries du 4 × 400 m et permet aux États-Unis de se qualifier pour la finale qu'elle ne dispute pas.
Elle termine deuxième des sélections olympiques américaines de 2016 derrière Allyson Felix, en descendant pour la première fois de sa carrière sous les 50 secondes en 49 s 94, elle participe aux  Jeux olympiques de Rio et se classe cinquième de la finale du 400 m en 50 s 41. En tant que troisième relayeuse, elle devient championne olympique du relais 4 × 400 m en compagnie de Courtney Okolo, Natasha Hastings et Allyson Felix.
Lors des championnats des États-Unis 2017, à Sacramento, Phyllis Francis termine de nouveau deuxième de la finale du 400 m, devancée lors de ces championnats par sa compatriote Quanera Hayes, descendant pourtant une nouvelle fois sous les 50 secondes (49 s 96). Le 9 août 2017, qualifiée pour la finale des championnats du monde de Londres, elle remporte à la surprise générale le titre mondial du 400 m en 49 s 92, signant un nouveau record personnel. Elle devance la Bahreïnie Salwa Eid Naser (50 s 06) et Allyson Felix (50 s 08). 
En 2019, le 30 septembre, lors des championnats du monde de Doha, elle porte son record à 49 s 61 mais, dans cette course extrêmement relevée, où les cinq premières battent leurs records respectifs, c'est très insuffisant pour monter sur le podium, au sommet duquel se hisse, avec le chrono de 48 s 14, la nouvelle reine de la discipline, Salwa Eid Naser. Phyllis rentre néanmoins du Qatar avec une médaille d'or, en effet, le 6 octobre, elle fait partie de l’équipe américaine qui remporte le relais 4 × 400 mètres  devant l'équipe polonaise, dans le temps de 3 min 18 s 92. 

## Palmarès

### International
| Date | Compétition                        | Lieu             | Résultat | Discipline | Temps          |
| ---- | ---------------------------------- | ---------------- | -------- | ---------- | -------------- |
| 2011 | Championnats panaméricains juniors | Miramar          | 3e       | 400 m      | 53 s 81        |
| 2011 | Championnats panaméricains juniors | Miramar          | 1re      | 4 × 400 m  | 3 min 34 s 71  |
| 2015 | Relais mondiaux de l'IAAF          | Nassau           | 1re      | 4 × 400 m  | 3 min 19 s 39  |
| 2015 | Championnats du monde              | Pékin            | 7e       | 400 m      | 50 s 51        |
| 2015 | Championnats du monde              | Pékin            | 2e       | 4 x 400 m  | séries         |
| 2016 | Jeux olympiques                    | Rio de Janeiro   | 5e       | 400 m      | 50 s 41        |
| 2016 | Jeux olympiques                    | Rio de Janeiro   | 1re      | 4 x 400 m  | 3 min 19 s 06  |
| 2017 | Relais mondiaux de l'IAAF          | Nassau           | 3e       | 4 × 200 m  | séries         |
| 2017 | Relais mondiaux de l'IAAF          | Nassau           | 1re      | 4 × 400 m  | 3 min 24 s 36  |
| 2017 | Championnats du monde              | Londres          | 1re      | 400 m      | 49 s 92        |
| 2017 | Championnats du monde              | Londres          | 1re      | 4 x 400 m  | 3 min 219 s 02 |
| 2018 | Championnats NACAC                 | Toronto          | 3e       | 200 m      | 22 s 91        |
| 2018 | Ligue de diamant                   | Ligue de diamant | 2e       | 400 m      | 50 s 51        |
| 2019 | Championnats du monde              | Doha             | 5e       | 400 m      | 49 s 61        |
| 2019 | Championnats du monde              | Doha             | 1re      | 4 x 400 m  | 3 min 18 s 92  |

### National
- Championnats des États-Unis :
  - Plein air : 400 m : 3e en 2015, 2e en 2016 et en 2017

## Records
| Épreuve | Épreuve   | Temps   | Lieu        | Date           |
| ------- | --------- | ------- | ----------- | -------------- |
| 400 m   | Plein air | 49 s 61 | Doha        | 3 octobre 2019 |
| 400 m   | En salle  | 50 s 46 | Albuquerque | 15 mars 2014   |